# 奧里亞河

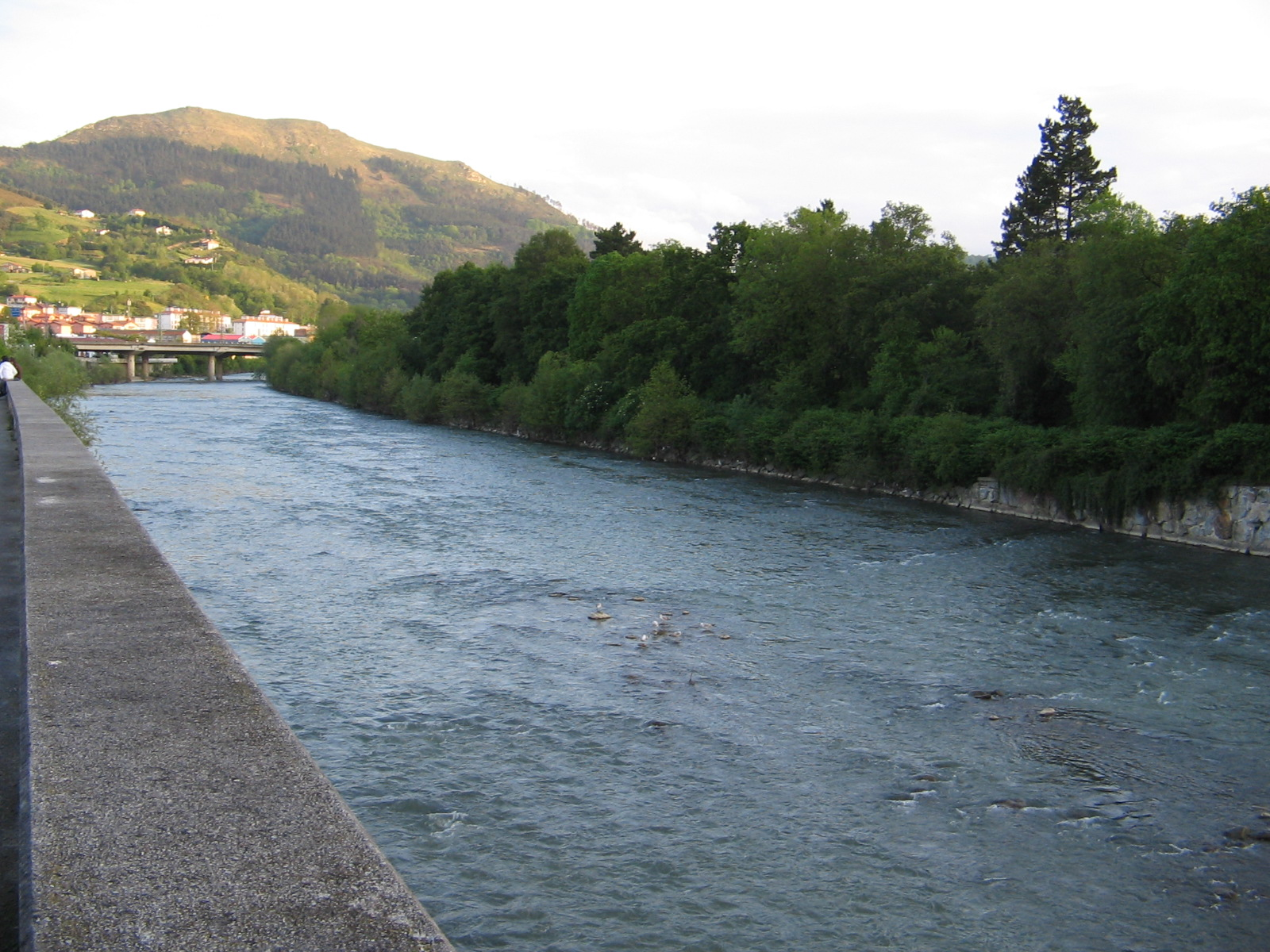
奧里亞河

奧里亞河（西班牙語：Río Oria）是西班牙的河流，位於伊比利亞半島北部，發源自巴斯克山脈，最終要注入坎塔布連海，河道全長75公里，流域面積882.5平方公里，平均流量每秒25.6立方米。
43°17′25″N 2°07′55″W / 43.29028°N 2.13194°W